# Шабельский, Мстислав Михайлович
Мстислав Михайлович Шабельский (1883 — 1916) — поручик 55-й артиллерийской бригады, герой Первой мировой войны.

## Биография
Сын действительного статского советника Михаила Александровича Шабельского и жены его Анны Александровны.
Высшее образование получил в Санкт-Петербургском университете. Воинскую повинность отбывал в лейб-гвардии 1-й артиллерийской бригаде, 5 ноября 1906 года был произведен в прапорщики запаса полевой пешей артиллерии по Петербургскому уезду.
Служил в Министерстве юстиции, в 1912—1914 годах состоял помощником делопроизводителя в канцелярии Государственной думы.
С началом Первой мировой войны был призван в 55-ю артиллерийскую бригаду. Удостоен ордена Св. Георгия 4-й степени
За то, что, будучи в чине прапорщика 4 июля 1915 года, находясь в арьергарде со взводом при батальоне пехоты слабого состава, занял маскированную позицию у фольв. Воля Медневская и открыл меткий огонь по наступающему неприятелю, выбирая наиболее важные и чувствительные для немцев цели, чем заставил неприятеля перенести огонь многочисленных батарей на него и его взвод. Невзирая на необходимость отстреливаться по всем направлениям от несравненно сильнейшей артиллерии, несмотря на сильный огонь неприятельской тяжелой и легкой артиллерии, а также на ружейный и пулеметный огонь, он держался со своим взводом до вечера, нанося сильный урон противнику, и снялся с позиции только по приказанию, когда задача арьергарда была окончена.
Произведен в поручики 10 мая 1916 года. Убит 9 сентября 1916 года. Был похоронен в имении Даниловка Изюмского уезда Харьковской губернии. Был женат на Марии Митрофановне Антоновой.

## Награды
- Орден Святой Анны 4-й ст. с надписью «за храбрость» (ВП 28.04.1915)
- Орден Святой Анны 2-й ст. с мечами (ВП 12.07.1916)
- Орден Святого Станислава 2-й ст. с мечами (ВП 2.11.1916)
- мечи и бант к ордену Св. Анны 3-й ст. (ПАФ 17.03.1917)
- Орден Святого Георгия 4-й ст. (ПАФ 22.03.1917)